# Cristiane Dias
Cristiane Dias, conhecida como Cris Dias (Porto Alegre, 9 de outubro de 1980) é uma jornalista e apresentadora brasileira.

## Biografia
Formada em 2002 pela Faculdades Integradas Hélio Alonso, no Rio de Janeiro, onde reside desde os 18 anos, é filha de um ex-atacante do Grêmio Foot-Ball Porto Alegrense. Praticou handebol, vôlei e futsal.
No jornalismo, começou nas áreas de economia, cidade e assessoria de imprensa. Seu primeiro trabalho foi na TVE, com um quadro sobre esportes radicais no Stadium, que passou a apresentar em 2004.
Em 2006, começou a trabalhar para a Rede Globo. Apresentou o Esporte Espetacular, aos domingos, ao lado de Luís Ernesto Lacombe e Luciana Ávila até outubro de 2010. Após isso, passou a apresentar o Globo Esporte Rede e o noticiário de esporte no jornal Bom Dia Brasil. Na emissora, participou de cobertura de eventos como a Copa do Mundo do Brasil e os Jogos Olímpicos do Rio. Em março de 2019, a emissora anunciou que não iria renovar o contrato da jornalista, após 13 anos de serviços prestados.
Em setembro de 2019, foi anunciado que Cris Dias foi contratada pela CNN Brasil para ser apresentadora de esportes da casa. Ela chegou a estrear em 2020, mas devido a pandemia e a paralisação dos eventos esportivos, ela não participou mais da programação. Cris voltou ao canal em julho, mas em agosto ela deixou de atuar no formato hard news. Sem espaço no canal, Cris saiu em março de 2021, quando foi contratada pela Rede Bandeirantes. Em 27 de março de 2021, assumiu o comando do Band Esporte Clube, do qual saiu em 2023, quando tambem deixou a emissora.

### Vida pessoal
Se relacionou, entre idas e vindas, com o ator Thiago Rodrigues entre 2007 e 2017, com quem teve um filho, Gabriel.
Desde o final de 2018, Cris Dias vive com o ator Caio Paduan e com seu filho Gabriel. Desde 2020, vive em um motorhome, onde viaja pelo Brasil com marido, o filho e o cachorro da família.

## Filmografia
| Ano     | Nome                | Função              | Emissora   |
| ------- | ------------------- | ------------------- | ---------- |
| 2004-06 | Stadium             | Apresentadora       | TVE Brasil |
| 2006-10 | Esporte Espetacular | Apresentadora       | TV Globo   |
| 2010-19 | Globo Esporte       | Apresentadora       | TV Globo   |
| 2016-19 | Bom Dia Brasil      | Colunista (esporte) | TV Globo   |
| 2021-23 | Band Esporte Clube  | Apresentadora       | Band       |